# 中华人民共和国土地管理法
《中华人民共和国土地管理法》，简称《土地管理法》，是中华人民共和国现行有效行政法。由1986年6月25日第六届全国人民代表大会常务委员会第十六次会议通过，历经1988年、1998年（修订）、2004年、2019年三次修正，一次修订。法律共八章节八十七条。
1988年12月29日第七届全国人民代表大会常务委员会第五次会议《关于修改〈中华人民共和国土地管理法〉的决定》第一次修正。 
1998年8月29日第九届全国人民代表大会常务委员会第四次会议第一次修订。 
2004年8月28日第十届全国人民代表大会常务委员会第十一次会议《关于修改<中华人民共和国土地管理法>的决定》第二次修正。 
2019年8月26日第十三届全国人民代表大会常务委员会第十二次会议《关于修改〈中华人民共和国土地管理法〉、〈中华人民共和国城市房地产管理法〉的决定》第三次修正。  

## 附属法律
《中华人民共和国土地管理法实施条例》　根据《中华人民共和国土地管理法》，制定本条例。1998年12月27日中华人民共和国国务院令第256号发布，根据2011年1月8日《国务院关于废止和修改部分行政法规的决定》第一次修订，根据2014年7月29日《国务院关于修改部分行政法规的决定》第二次修订，2021年7月2日中华人民共和国国务院令第743号第三次修订。
| 章节   | 章节内容             |
| 第一章 | 总则                 |
| 第二章 | 土地的所有权和使用权 |
| 第三章 | 土地利用总体规划     |
| 第四章 | 耕地保护             |
| 第五章 | 建设用地             |
| 第六章 | 监督检查             |
| 第七章 | 法律责任             |
| 第八章 | 附则                 |